# Light Car & Motor Engineering
Light Car & Motor Engineering Co. Ltd. war ein britischer Hersteller von Automobilen.

## Unternehmensgeschichte
Das Unternehmen aus Birmingham begann 1903 mit der Produktion von Automobilen. Der Markenname lautete Holdsworth. 1904 endete die Produktion.

## Fahrzeuge
Im Angebot standen Kleinwagen. Für den Antrieb sorgten Einbaumotoren von Aster. Der 4 ½ HP hatte einen Einzylindermotor und Kettenantrieb. Daneben gab es den 6 ½ HP mit Einzylindermotor und den 6 HP mit Zweizylindermotor. Beide verfügten über Kardanantrieb. Die Fahrzeuge boten Platz für zwei Personen.
Ein Fahrzeug wurde auf der Crystal Palace Automobile Show, London, ausgestellt. 

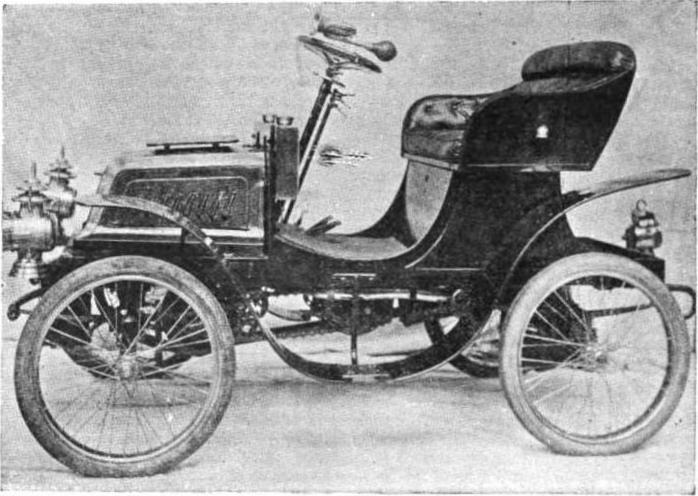
Holdsworth light car 4.5-6 hp (1904)